# Ginástica artística nos Jogos Olímpicos de Verão de 2016 - Argolas
A final masculina das argolas da ginástica artística nos Jogos Olímpicos de Verão de 2016 foi realizada na Arena Olímpica do Rio, em 15 de agosto.

## Medalhistas
| Ouro   | GRE Eleftherios Petrounias |
| Prata  | BRA Arthur Zanetti         |
| Bronze | RUS Denis Ablyazin         |

## Qualificatória
| Pos. | Ginasta                      | Pontos | Nota |
| ---- | ---------------------------- | ------ | ---- |
| 1    | CHN Liu Yang                 | 15.900 | Q    |
| 2    | GRE Eleftherios Petrounias   | 15.833 | Q    |
| 3    | CHN You Hao                  | 15.800 | Q    |
| 4    | RUS Denis Ablyazin           | 15.633 | Q    |
| 5    | BRA Arthur Zanetti           | 15.533 | Q    |
| 6    | FRA Samir Aït Saïd           | 15.533 | Q    |
| 7    | BEL Dennis Goossens          | 15.366 | Q    |
| 8    | NED Yuri van Gelder          | 15.333 | Q    |
| 9    | UKR Ihor Radivilov           | 15.308 | R    |
| 10   | FRA Danny Pinheiro Rodrigues | 15.266 | R    |
| 11   | UKR Oleg Verniaiev           | 15.200 | R    |

- Q – Qualificado para a final
- R – Reserva

## Final

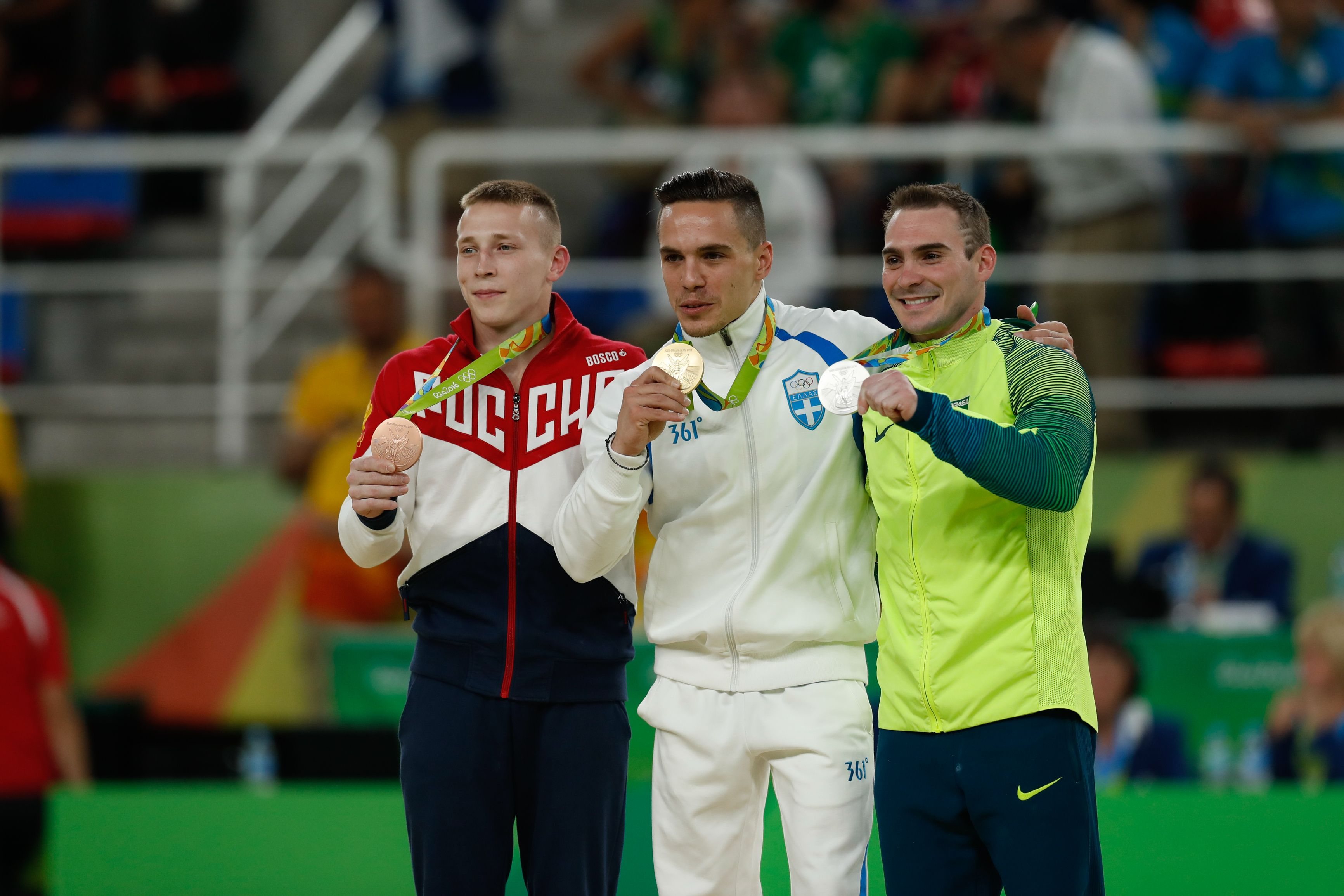
Denis Ablyazin, Eleftherios Petrounias e Arthur Zanetti, medalhistas nas argolas.

| Pos.              | Ginasta                      | Nota D | Nota E | Pen. | Total  |
| ----------------- | ---------------------------- | ------ | ------ | ---- | ------ |
| Medalha de ouro   | GRE Eleftherios Petrounias   | 6.800  | 9.200  |      | 16.000 |
| Medalha de prata  | BRA Arthur Zanetti           | 6.800  | 8.966  |      | 15.766 |
| Medalha de bronze | RUS Denis Ablyazin           | 6.800  | 8.900  |      | 15.700 |
| 4                 | CHN Liu Yang                 | 6.900  | 8.700  |      | 15.600 |
| 5                 | UKR Ihor Radivilov           | 6.800  | 8.666  |      | 15.466 |
| 6                 | CHN You Hao                  | 7.000  | 8.400  |      | 15.400 |
| 7                 | FRA Danny Pinheiro Rodrigues | 6.900  | 8.333  |      | 15.233 |
| 8                 | BEL Dennis Goossens          | 6.600  | 8.333  |      | 14.933 |